# پارک ملی دریاچه آرپی
پارک ملی دریاچه آرپی (انگلیسی: Lake Arpi National Park) یکی از چهار پارک حفاظت‌شده جمهوری ارمنستان می‌باشد. این پارک در شمال غرب استان شیراک واقع شده‌است و مساحتی برابر با ۲۵۰ کیلومترمربع را دربرگرفته است. این پارک در سال ۲۰۰۹ میلادی شکل گرفت و در پیرامون دریاچه آرپی در فلات شیراک و جاواختی در ارتفاع ۲۰۰۰ متری از سطح دریا واقع شده‌است. پارک ملی دریاچه آرپی از غرب توسط کوهستان‌های یغناخاغ و از طرف جنوب توسط رشته کوه جاواختی احاطه شده‌است.